# Ланкастер (Канзас)
Ланкастер (енгл. Lancaster) град је у америчкој савезној држави Канзас.

## Демографија
По попису из 2010. године број становника је 298, што је 7 (2,4%) становника више него 2000. године.
| Група             | 2000.       | 2010.       |
| Белци             | 286 (98,3%) | 292 (98,0%) |
| Афроамериканци    | 1 (0,3%)    | 1 (0,3%)    |
| Азијати           | 0 (0,0%)    | 2 (0,7%)    |
| Хиспаноамериканци | 0 (0,0%)    | 0 (0,0%)    |
| Укупно            | 291         | 298         |